# Tuborg
Tuborg es una empresa de cerveza danesa fundada en 1873 por Carl Frederik Tietgen en Hellerup, un barrio al norte de Copenhague. Desde 1970, forma parte de Carlsberg.

## Historia

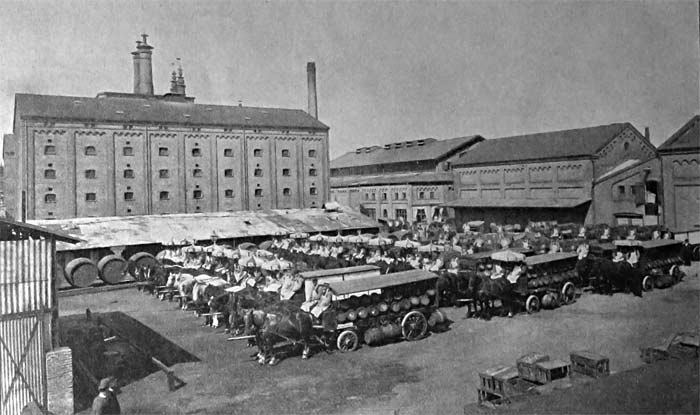
La fábrica original de Tuborg, en 1900.

El nombre Tuborg proviene de Thuesborg ("el castillo de Thue"), una posada de Copenhague de la década de 1690 situada en el área de la cervecería. Esto evolucionó y se adoptó en lugares locales, como Lille Tuborg y Store Tuborg. La calle "Tuborgvej" en Copenhague lleva el nombre de la fábrica de cerveza original de Tuborg.
Tuborgs Fabrikker fue fundada en Hellerup el 13 de mayo de 1873 por un grupo de empresarios, con Philip W. Heyman como mayorista principal. Tuborg produjo inicialmente cerveza lager pálida para el mercado danés por primera vez en 1880. Se fusionó con United Breweries en 1894, que luego entró en un acuerdo de participación en los beneficios con Carlsberg en 1903. En 1970, United Breweries fue adquirida por Carlsberg. Hoy en día, hace lager para la exportación global, así como una variedad de estilos continentales para mercados nacionales y extranjeros.
En 1996, la última cerveza de Tuborg fue elaborada en Hellerup y el área ahora ofrece apartamentos, casas y oficinas de negocios de moda.

## Marcas
Tuborg vende una variedad de cervezas en más de 26 países, como: Tuborg Verde, Tuborg Limón, Tuborg de Navidad, Tuborg Oro o Tuborg de Pascua (Påskebryg).